# Escola Austríaca
L'Escola Austríaca es considera que fou fundada per Carl Menger i va néixer lligada a l'Escola Neoclàssica. És una escola de pensament econòmic que s'oposa a la utilització dels mètodes de les ciències naturals per a l'estudi de les accions humanes, ja que aquestes accions no poden ser reproduïdes en un laboratori per a la seva observació. Aquesta escola considera que s'han d'utilitzar mètodes lògics per als seus estudis, i el que és conegut com a introspecció o praxeologia.
El seu origen es troba en el debat metodològic amb l'Escola Històrica Alemanya, que en un ànim historicista intentava confinar les lleis del mercat a diferents etapes de la història.
Aquesta escola generalment s'ha oposat a programes d'investigació com el marxisme, socialisme, nazisme, feixisme, keynesianisme, i se l'ha considerat pròxima al liberalisme i neoliberalisme per les seves idees sobre l'organització social, política i econòmica, defensant el sistema d'Oferta i demanda.
Alguns dels membres destacats d'aquesta escola són Friedrich Hayek, Eugen von Böhm-Bawerk, Friedrich von Wieser, Ludwig von Mises, Murray Rothbard, Carl Menger i Israel Meir Kirzner. Els seus orígens s'atribueixen a l'Escola de Salamanca, en el segle xv, amb Juan de Mariana com el seu màxim exponent. A Catalunya, es troben aportacions del filòsof Jaume Balmes relacionades amb aquesta corrent de pensament.

## Metodologia
L'Escola Austríaca estableix que les decisions individuals que inclouen el coneixement, el temps, les expectatives, i altres factors subjectius, són els causants dels fenòmens econòmics. Els economistes d'aquesta escola busquen entendre l'economia examinant les ramificacions socials de les decisions individuals, una aproximació coneguda com a individualisme metodològic. Al contrari que altres corrents de pensament econòmic, que es focalitzen en les variables agregades, les anàlisis dels equilibris, de diferents grups de la societat, l'objecte d'estudi és el comportament de l'individu.

## Obres Principals
- Principles of Economics Arxivat 2016-10-27 a Wayback Machine. (1871) de Carl Menger
- The Theory of Money and Credit (1912) de Ludwig Von Mises
- Human Action Arxivat 2015-10-11 a Wayback Machine. (1949) de Ludwig Von Mises